# آن سوثرن
آن سوثرن (بالإنجليزية: Ann Sothern)‏ هي مغنية وممثلة أمريكية، ولدت في 22 يناير 1909 بداكوتا الشمالية في الولايات المتحدة، وتوفيت في 15 مارس 2001 بأيداهو في الولايات المتحدة بسبب قصور القلب. بدأت مشوارها المهني سنة 1927، ومن الجوائز التي نالتها جائزة الغولدن غلوب سنة 1959.

## أعمال

### أفلام
- (1937) علي بابا يذهب إلى البلدة
- (1950) رسالة لثلاث زوجات

## جوائز وترشيحات
جوائز
- جائزة الغولدن غلوب (1959)

ترشيحات
- جائزة الأوسكار لأفضل ممثلة مساعدة (1987)

## وصلات خارجية
- آن سوثرن على موقع IMDb (الإنجليزية)
- آن سوثرن على موقع روتن توميتوز (الإنجليزية)
- آن سوثرن على موقع ألو سيني (الفرنسية)
- آن سوثرن على موقع ميوزك برينز (الإنجليزية)
- آن سوثرن على موقع تيرنر كلاسيك موفيز (الإنجليزية)
- آن سوثرن على موقع أول موفي (الإنجليزية)
- آن سوثرن على موقع قاعدة بيانات برودواي على الإنترنت (الإنجليزية)
- آن سوثرن على موقع قاعدة بيانات الأفلام السويدية (السويدية)
- آن سوثرن على موقع إن إن دي بي (الإنجليزية)
- آن سوثرن على موقع ديسكوغز (الإنجليزية)